# The Fall (Gorillaz)
The Fall è il quarto album in studio del gruppo musicale britannico Gorillaz, pubblicato il 18 aprile 2011 dalla Parlophone e dalla Virgin.
L'album include meno collaborazioni con altri artisti rispetto ai precedenti album del gruppo: fra gli artisti che hanno contribuito sono inclusi Bobby Womack, Mick Jones e Paul Simonon dei The Clash. Per promuovere The Fall, i Gorillaz hanno pubblicato il video musicale del brano Phoner to Arizona, uscito il 22 dicembre 2010 sul canale YouTube del gruppo, e pubblicato il doppio singolo Revolving Doors/Amarillo nel mese di marzo.

## Descrizione
L'album è stato interamente registrato sull'iPad del cofondatore del gruppo Damon Albarn durante le tappe americane del tour di supporto a Plastic Beach nel mese di ottobre 2010. Quindi è stato missato in Inghilterra da Stephen Sedwick. Albarn ha dichiarato in proposito: «L'ho letteralmente prodotto lungo la strada. Non l'ho scritto prima, non l'ho preparato. L'ho semplicemente fatto giorno dopo giorno come una specie di diario riguardo alla mia esperienza in America».
Rispetto al precedente Plastic Beach, caratterizzato da una vasta partecipazione di collaboratori esterni, The Fall presenta soltanto quattro collaborazioni, di cui tre avevano già collaborato in precedenza con Albarn. Mick Jones e Bobby Womack avevano collaborato all'album Plastic Beach, così come Paul Simonon che ha anche lavorato con Albarn al progetto The Good, the Bad & the Queen.

## Accoglienza
The Fall ha ricevuto recensioni positive dalla stragrande maggioranza della critica specializzata, nonostante abbia avuto una fama nettamente minore rispetto ai precedenti album dei Gorillaz. Su Metacritic l'album ha un punteggio medio di 67 su 100, basato sui voti di 25 recensioni. L'album è stato lodato soprattutto per le sue qualità uniche e per la sua natura sperimentale. L'iPad di Albarn ha aggiunto delle caratteristiche alle tracce. Fra gli altri strumenti utilizzati all'interno dell'album, compaiono ukulele, pianoforte, chitarra, korg monotron, korg vocoder, omnichord, minimoog, melodica, voyager e microKORG.

## Tracce
Testi e musiche di Gorillaz, eccetto dove indicato.
1. Phoner to Arizona – 4:15
2. Revolving Doors – 3:26
3. Hillbilly Man – 3:50
4. Detroit – 2:03
5. Shy-Town – 2:55
6. Little Pink Plastic Bags – 3:10
7. The Joplin Spider – 3:22
8. The Parish of Space Dust – 2:26
9. The Snake in Dallas – 2:11
10. Amarillo – 3:24
11. The Speak It Mountains – 2:15
12. Aspen Forest – 2:50
13. Bobby in Phoenix – 3:17 (Gorillaz, Bobby Womack)
14. California & The Slipping of the Sun – 3:24
15. Seattle Yodel – 0:39

## Formazione
Musicisti
- Damon Albarn – voce, applicazioni iPad, vocoder, ukulele, omnichord, moog, melodica, chitarra, pianoforte
- Mick Jones – chitarra aggiuntiva (traccia 3), voce parlata (traccia 14)
- Jesse Hackett – tastiera aggiuntiva (traccia 6)
- Darren "Smoggy" Evans – voce parlata (tracce 7 e 14)
- Paul Simonon – basso aggiuntivo (traccia 12)
- James R Grippo – qanun aggiuntivo (traccia 12)
- Bobby Womack – voce e chitarra (traccia 13)
- Jamie Hewlett, Tanyel Vahdettin – voce parlata (traccia 14)

Produzione
- Gorillaz – produzione, registrazione
- Stephen Sedgwick – produzione, registrazione, missaggio
- Mike Smith – registrazione aggiuntiva (traccia 11)
- Geoff Pesche – mastering

## Classifiche
| Classifica (2011)              | Posizione massima |
| ------------------------------ | ----------------- |
| Australia                      | 41                |
| Austria                        | 33                |
| Belgio (Fiandre)               | 14                |
| Belgio (Vallonia)              | 10                |
| Canada                         | 24                |
| Danimarca                      | 25                |
| Francia                        | 20                |
| Germania                       | 43                |
| Italia                         | 32                |
| Norvegia                       | 24                |
| Paesi Bassi                    | 21                |
| Regno Unito                    | 12                |
| Spagna                         | 12                |
| Stati Uniti                    | 24                |
| Stati Uniti (alternative)      | 3                 |
| Stati Uniti (dance/electronic) | 1                 |
| Stati Uniti (rock)             | 5                 |
| Svizzera                       | 13                |